# シルヴァン・アルマン
シルヴァン・アルマン（Sylvain Armand 、1980年8月1日 - ）は、フランス・ロワール県サンテティエンヌ出身の元サッカー選手。ポジションはディフェンダー。

## 経歴
ASサンテティエンヌ等の下部組織に所属した後、3部リーグのクレルモン・フットで1年プレーした。FCナントに移籍した。2000-01シーズンにはリーグ優勝した。2002年にはチームメイトのミカエル・ランドローと共にU-21フランス代表としてUEFA U-21欧州選手権で準優勝した。2004年にはマリオ・ジェペスと共にパリ・サンジェルマンFCに移籍。副キャプテンを務めている。
2013年6月、スタッド・レンヌへ移籍。

## 所属クラブ
- クレルモン・フット 1999-2000
- FCナント 2000-2004
- パリ・サンジェルマンFC 2004-2013
- スタッド・レンヌ 2013-

## タイトル
FCナント
- リーグ・アン 2000-01

パリ・サンジェルマンFC
- リーグ・アン 2012-13
- フランス・カップ 2005-06, 2009-10
- リーグ・カップ 2008-09